# روما، کوئینزلند
روما (به انگلیسی: Roma) یک شهرک در استرالیا است که در Maranoa Region واقع شده‌است.